# Chionoecetes tanneri
Chionoecetes tanneri är en kräftdjursart som beskrevs av M. J. Rathbun 1893. Chionoecetes tanneri ingår i släktet Chionoecetes och familjen Oregoniidae. Inga underarter finns listade i Catalogue of Life.